# New Criticism

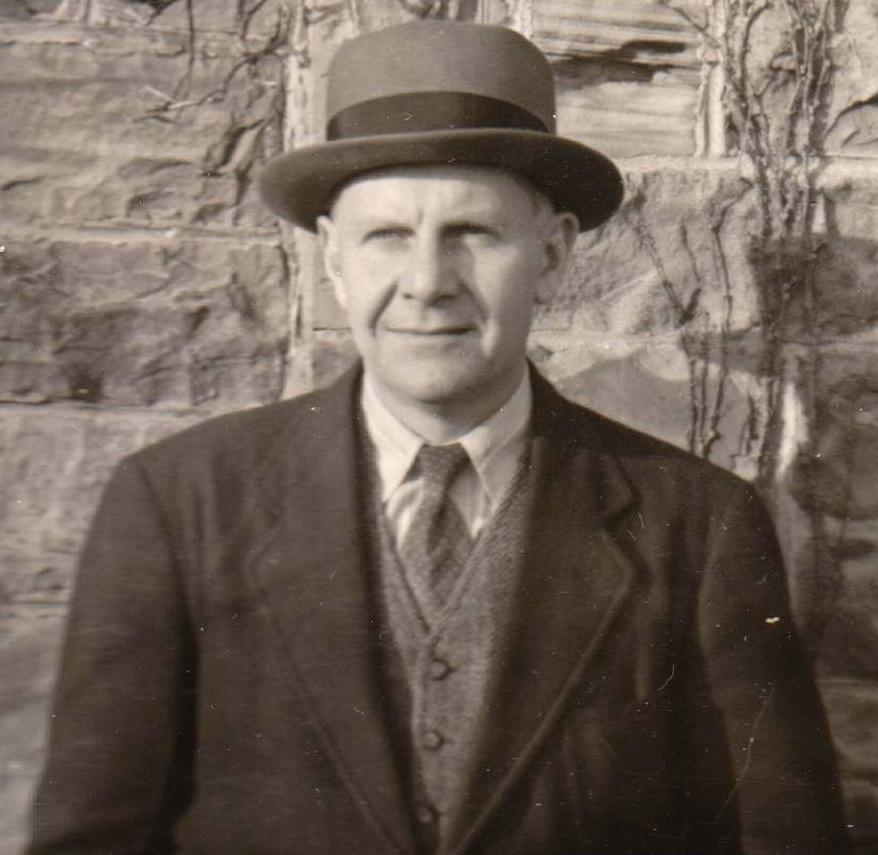
Fotografie Johna Crowe Ransoma z roku 1941 pořízeá na Kenyonské vysoké škole.

New Criticism byla formalistická literárně-teoretická škola, která převládala v americké literární kritice v polovině 20. století. Zdůrazňovala, že literární dílo, zvláště báseň, je na čtenáři i autorovi do značné míry nezávislý „sebereferenční estetický objekt“. Hnutí dala jméno kniha Johna Crowe Ransoma z roku 1941 nazvaná právě Nová kritika. K významným autorů patřil též Ivor Armstrong Richards či Thomas Stearns Eliot (práce "Tradice a individuální talenty" či "Hamlet a jeho problémy", ve kterých Eliot rozvinul svůj pojem "objektivní korelativ"). Eliotovy hodnotící soudy, jako jeho odsouzení Miltona a Shelleyho a naopak jeho obhajoba takzvaných metafyzických básníků, značně ovlivnily anglickojazyčný kulturní prostor. New Criticism se vyvíjel jako reakce na starší filologické a literárněvědné školy devatenáctého století, které se soustředily na studium vnějších faktorů uměleckého díla. Na druhé straně New Criticism odmítal ten textocentrický přístup, který zdůrazňoval jen čistě estetické a morální vlastnosti textu. Odsuzoval ho jako verzi romantizmu. V tom měl blízko ke klasickému evropskému strukturalismu. New Criticism věřil, že struktura a význam textu jsou úzce spojeny a neměly by být analyzovány samostatně. Vyloučil studium čtenářské odezvy, záměru autora, historických a kulturních kontextů a „morální hodnoty“ děl. New Criticism byl dominantním směrem na amerických univerzitách v 50. a 60. letech. V 70. letech byl zpochybněn feminismem, poststrukturalismem a dekonstruktivismem. Ačkoli noví kritici nebyli nikdy formální skupinou, řada z nich byla přímými žáky Johna Crowe Ransoma na univerzitě Vanderbilt - Allen Tate, Cleanth Brooks a Robert Penn Warren. Proto se někdy hovoří o „jižanském“ zatížení New Criticism.